# Zurück am Broadway
Zurück am Broadway (Originaltitel: She’s Back on Broadway) ist ein US-amerikanisches Filmmusical aus dem Jahr 1953 von Gordon Douglas mit Virginia Mayo in ihrer letzten Rolle in einem Musical. Der Film wurde von Warner Bros. produziert.

## Handlung
Die Karriere der Filmschauspielerin Catherine Terris befindet sich auf dem absteigenden Ast. Ihr Manager Mitchell Parks schlägt vor, die Hauptrolle in einem Broadway-Musical zu übernehmen, das von ihrem Ex-Freund Rick Sommers inszeniert wird. Rick wird von seinem Produzenten John Webber über die Besetzung mit Catherine aufgeklärt. Rick ist dagegen, weil sie ihn und die Show vor sechs Jahren verlassen hat, als sie das erste Filmangebot bekam. John führt an, dass die Show durch Catherines Namen innerhalb von zwei Tagen über ein doppelt so großes Budget verfügt als sonst. Erst jetzt lenkt Rick ein.
Beim Vorsprechen erkennt Rick das Talent des unbekannten Tänzers Gordon Evans und setzt sich dafür ein, dass er eine tragende Rolle bekommt. Kurz darauf beginnen die Proben mit allen Darstellern, unter ihnen auch Ricks Freundin Karen Keene. Lew Ludlow, ein Filmmanager, erzählt Rick, dass Mitchell Catherines Freund sei und die Hälfte des Budgets der Show zahle, damit Catherine durch ihren Erfolg am Broadway wieder neu entdeckt werde. Verärgert beginnt Rick Catherine bei den Proben zu schikanieren, in der Befürchtung, dass sie ihn abermals sitzen lassen wird. Webber kritisiert Rick, der daraufhin kündigt. Die Show wird von nun an von Webb geleitet, bis ein neuer Regisseur übernimmt.
Rick erzählt Karen, dass Catherine vor sechs Jahren auf dem Höhepunkt ihres Erfolges die Show verließ und nach Hollywood ging, was Rick in finanzielle Probleme brachte. Karen zeigt ihm einen Zeitungsartikel, in dem seine Fähigkeit als Regisseur angezweifelt wird. Am nächsten Tag berichtet die Zeitung, dass Rick einen Journalisten tätlich angegriffen hat. Karen gibt Catherine die Schuld an Ricks Entlassung. Catherine, insgeheim immer noch in Rick verliebt, sucht ihn in seinem Appartement auf und bittet ihn, wieder zur Show zurückzukehren. Sie erfährt, dass Mitchell, der ihr schon einige Anträge gemacht hat, in die Show investiert und, zu ihrer Erheiterung, dass Rick eifersüchtig ist. Als Karen auftaucht, wird ihr klar, dass die beiden eine Beziehung haben.
Rick kehrt tatsächlich zur Show zurück und lässt stundenlang proben. Drei Tage vor der Premiere stellt er fest, dass die Show langweilig und flach ist, auch wenn Catherines Leistung brillant sei. Die Kritiker geben Rick nach der Premiere recht. Catherine und Gordon werden hoch gelobt, die Show an sich aber verrissen. Webber bietet an, die Show umzuschreiben, um auf die Kritik zu reagieren und die Show zu verbessern. Ludlows Produktionsgesellschaft hat derweil Catherine ein Angebot für eine Filmrolle unterbreitet. Als Rick davon erfährt, glaubt er, dass Catherine das Angebot angenommen hat und will das Ensemble heimschicken. Doch Catherine erscheint unvermutet zu den Proben. Sie fragt ihn, ob sie das Angebot annehmen oder bleiben soll. Er rät ihr, anzunehmen, woraufhin Catherine das Theater verlässt. Karen fordert Rick auf, ihr hinterherzugehen. Rick holt Catherine ein und überzeugt sie zur Rückkehr. Das Ensemble beginnt mit den Proben für die umgeschriebene Show.

## Hintergrund

### Produktion
Gedreht wurde der Film vom 21. Juli bis Mitte Oktober 1952 in Beverly Hills sowie in den Warner-Studios in Burbank.

### Stab
Edward Carrere war der Filmarchitekt, Howard Shoup der Kostümbildner. LeRoy Prinz choreographierte die Musicalnummern.

### Besetzung
In kleinen nicht im Abspann erwähnten Nebenrollen traten Phyllis Coates, Don Dillaway, Kathleen Freeman, Percy Helton, Taylor Holmes, Barry Norton und Minerva Urecal auf.

### Musik
Ray Heindorf, der auch einen Gastauftritt als Orchesterleiter hatte, und Charles Henderson schrieben für den Film die Songs Behind the Mask, Voodoo und Mardi Gras. Von Carl Sigman und Bob Hilliard stammten die Songs I’ll Take You as You Are, One Step Ahead of Everybody, Breakfast in Bed, I Think You’re Wonderful und Ties That Bind.
Bonnie Lou Williams war die Singstimme für Virginia Mayo.

## Veröffentlichung
Die Premiere des Films fand am 11. März 1953 in New York statt. In der Bundesrepublik Deutschland wurde er am 24. Juni 1998 im deutschen Fernsehen ausgestrahlt.

## Kritiken
Der Filmkritiken-Aggregator Rotten Tomatoes hat in einer Auswertung ein Publikumsergebnis von 33 Prozent positiver Bewertungen ermittelt.
Das Lexikon des internationalen Films schrieb: „Unterhaltsames Musical mit zahlreichen hübschen Musiknummern sowie interessant gestalteten und gut gespielten Charakteren; allerdings bleiben einige Szenen unerklärt oder wirken unmotiviert.“
Der Kritiker von der The New York Times befand, dem Film fehle etwas Wichtiges. Er sei eine gewöhnliche Mischung aus Missverständnissen, Tänzen und uninspirierter Songs und eine auffällige Spinnerei, die Geschichte sei schwach.